# Küstenbefehlshaber Pommern
Küstenbefehlshaber Pommern war die Bezeichnung einer militärischen Dienststelle der deutschen Kriegsmarine und ihres Befehlshabers. Ihm oblag die Küstenverteidigung im Raum Pommern während der ersten Hälfte des Zweiten Weltkriegs. Er unterstand dem Chef der Marinestation der Ostsee. Der Stab befand sich in Swinemünde.

## Geschichte
Vorläufer des Küstenbefehlshabers Pommern war die 1921 eingerichtete Dienststelle Kommandant von Swinemünde, die 1934 in Kommandant der Befestigungen der pommerschen Küste umbenannt wurde. Von da an bis zur Umbenennung war Konteradmiral Ludwig von Schröder Befehlshaber. Im Juli/August 1936 und im Januar/Februar 1937 wurde er durch den Fregattenkapitän Ernst Scheurlen vertreten. Zu Kriegsbeginn 1939 erhielt sie ihre endgültige Bezeichnung, und der Befehlshaber wurde zugleich Kommandant im Abschnitt Swinemünde. Im September 1943 wurde die Dienststelle aufgelöst und der Befehlsbereich auf die benachbarten Küstenbefehlshaber aufgeteilt. Dafür wurden die unterstellten Verbände und Dienststellen hauptsächlich dem Küstenbefehlshaber westliche Ostsee zugeordnet.

## Befehlshaber
Folgende Offiziere bekleideten die Position des Küstenbefehlshabers Pommern:
- Kapitän zur See/Konteradmiral Thilo von Seebach: Oktober 1937 – März 1939
  - Kapitän zur See Ernst Scheurlen: Februar/März 1938 (in Vertretung)
- Kapitän zur See August Thiele: März 1939 – Oktober 1939
- Konteradmiral Otto Schenk: Januar – März 1940
- Kapitän zur See Ernst Krafft: März – Juni 1940 (in Vertretung)
- Konteradmiral Hasso von Bredow: Juni 1940 – März 1943
  - Konteradmiral Erich Mahrholz: April – Mai 1941 (in Vertretung)
- Konteradmiral Joachim Lietzmann: März – September 1943

## Stabsoffiziere beim Stabe (bis Juni 1942)
- Fregattenkapitän Eduard Rabe: von September 1939 bis Mai 1940
- Korvettenkapitän Ottomar Braun: von Mai 1940 bis März 1942 mit der Wahrnehmung der Geschäfte beauftragt

## Chefs des Stabes (ab Juli 1942)
- Kapitän zur See Karl Schüz: von Juli 1942 bis März 1943
- Fregattenkapitän Leo Leistikow: von März 1943 bis zur Auflösung der Dienststelle

## Unterstellte Verbände
Der Kommandobereich des Küstenbefehlshabers Pommern erstreckte sich vom Darß bis zur polnischen Grenze war in vier Abschnitte gegliedert, von denen der Befehlshaber den Abschnitt Swinemünde in Personalunion führte. Außerdem unterstanden ihm mehrere weitere Verbände und Dienststellen direkt.

### Direkt unterstellte Verbände und Dienststellen
Der Küstenbefehlshaber führte den Abschnitt Swinemünde und die folgenden Kräfte unmittelbar:
- Marinefestungsbaustab Swinemünde:
  - Oberleutnant Wolfram Nisle (zeitweise 1940/42 nach Norwegen kommandiert)
    - Major Hugo Seidenfaden: 1940/42 in Vertretung

  - Major Willy Hauschulz: von August 1942 bis September 1943
- Küstenschutzflottille Pommernküste, ab Oktober 1942 zusätzlich Sperrkommandant Swinemünde (Sperrkommandant zugleich Flottillenchef):
  - Korvettenkapitän Arthur Löffelbein: von Dezember 1939 bis April 1940 in Vertretung
  - Kapitänleutnant d. R. Hans Reinert: von September 1939 bis September 1943, ab Oktober 1942 zugleich Flottillenchef
  - Kapitänleutnant d. R. Max Benedierks: September/Oktober 1942
- Hafenkapitän Swinemünde (aufgestellt im August 1939):
  - Korvettenkapitän Karl Montua: von August 1939 bis Mai 1940
  - Fregattenkapitän Oscar Huth: von August 1940 bis Mai 1942
  - Kapitän zur See Gustav von Stosch: von Mai 1942 bis November 1942
  - Korvettenkapitän Ernst Stolz: von November 1942 bis November 1944
- III. Marineartillerieabteilung (Swinemünde):
  - Fregattenkapitän Gottfried Mollmann: von November 1938 bis Dezember 1939
- 3. Ersatz-Marineartillerieabteilung (Swinemünde, aufgestellt im August 1939, ab Oktober 1941 Deutsch Krone)
  - Fregattenkapitän d. R. z. V. Karl Jacobi: von September 1939 bis August 1941
  - Korvettenkapitän (MA) d. R. Friedrich Müller-Vollrath: von August 1941 bis Mai 1943
  - Kapitänleutnant (MA) z. V. Emil Langner: von Mai 1943 bis Dezember 1944
- Marineartillerieabteilung 123 (Swinemünde, aufgestellt im Oktober 1939, aufgelöst im August 1941)
  - Korvettenkapitän Walter Mulsow: von August 1939 bis November 1939
  - Korvettenkapitän (MA) Wilhelm Töttcher: von Januar 1940 bis April 1940
  - Fregattenkapitän Johannes Babel: von Mai 1940 bis November 1940 mit der Wahrnehmung der Geschäfte beauftragt
  - Korvettenkapitän (MA) Eisenblätter: von November 1940 bis Juni 1941
- Marineflakabteilung 233 (Swinemünde, aufgestellt im August 1939, aufgelöst im Juni 1940 und im Dezember 1940 unter Fregattenkapitän Axel Loewe erneut aufgestellt):
  - Kapitänleutnant (MA) Johannes Gennerich: von August 1939 bis Juni 1940
  - Kapitän zur See Axel Loewe: von Dezember 1940 bis März 1945
- Marineflugmeldeabteilung Pommernküste, später in 3. Marineflugmeldeabteilung (Swinemünde) umbenannt
  - Fregattenkapitän Eduard Rabe: von November 1937 bis September 1939
  - Korvettenkapitän (MA) Hermann Krüger: von September 1939 bis Februar 1941
  - Korvettenkapitän (MA) Henry Witt: von Februar 1941 bis Januar 1942
  - Korvettenkapitän (MA) d. R. Hans Külken: von Februar 1942 bis März 1944
  - Korvettenkapitän (MA) d. R. Ernst Zühlsdorff: von März 1944 bis Mai 1945
- 3. Marinekraftfahrabteilung (Swinemünde)
  - Korvettenkapitän (Ing) d. R. Rudolf Krancher: von März 1942 bis Dezember 1944
  - Korvettenkapitän (Ing) d. R. Karl-Friedrich Petersen: von Dezember 1944 bis Mai 1944
- Marinetruppenlager Waren (Müritz) ab Juli 1941

### Abschnitt Stralsund
Der Kommandeur im Abschnitt war zugleich Wehrmachtskommandant Stralsund und Kommandeur 1. Schiffsstammregiment. Es unterstanden ihm keine weiteren Truppen. Erster Kommandant war bis Ende 1939 Kapitän zur See Robin Schall-Emden.

### Abschnitt Rügen-Hiddensee
Der Kommandant im Abschnitt war zugleich Inselkommandant Rügen mit Sitz in Sassnitz. Von Oktober 1941 bis Mitte 1943 war Konteradmiral Georg Kleine Abschnittskommandant.
- Marineflakabteilung 213 (Rügen) (nur August – Dezember 1939)

### Abschnitt Kolberg
Der Abschnitt Kolberg wurde im Juli 1941 aufgelöst und der Kommandeur erhielt die Bezeichnung Marineverbindungsoffizier (MVO) Ostpommern. Abschnittskommandant war von der Aufstellung im August 1939 bis April 1941 der spätere Konteradmiral Franz Claassen.
- Marineflakabteilung 243 (Kolberg) (nur August – September 1939)